# 二齿香科科
二齿香科科（学名：Teucrium bidentatum）为唇形科香科科属下的一个种。

## 扩展阅读
- 維基物種上的相關：二齿香科科